# Valentin Prilepin
Valentin Sergeyevich Prilepin (tiếng Nga: Валентин Сергеевич Прилепин; sinh ngày 23 tháng 11 năm 1999) là một cầu thủ bóng đá người Nga thi đấu cho F.K. Orenburg-2.

## Sự nghiệp câu lạc bộ
Anh có màn ra mắt tại Giải bóng đá chuyên nghiệp quốc gia Nga cho F.K. Orenburg-2 ngày 10 tháng 4 năm 2018 trong trận đấu với F.K. Zenit-Izhevsk.